# 1960年比利时大奖赛
1960年比利时大奖赛是1960年6月19日在斯帕-弗朗科尔尚赛道举行的F1大獎賽。1960年比利时大奖赛分為練習賽、排位賽和正賽。包括史特靈·莫斯在內的2位賽車手在练习赛中身受重伤，而克里斯·布里斯托和阿兰·斯特西在正賽中身亡。1960年比利时大奖赛也是唯一一場在正賽中有2位賽車手身亡的F1大獎賽。